# Патриція Мілларде
Патриція Мілларде (фр. Patricia Millardet; 24 березня 1957, Мон-де-Марсан, Ланди — 13 квітня 2020, Рим) — французька акторка.

## Життєпис
Народилась 24 березня 1957 року у місті Мон-де-Марсан, департамент Ланди. 
В кіно дебютувала у 21-річному віці. Знялася більш ніж у 30 кінофільмах та телесеріалах у Франції, Італії, Німеччині та США. Найвідомішою її роллю є суддя Сільвія Конті у детективному італійському телесеріалі «Спрут» з Мікеле Плачидо у головній ролі.
Із 1990 року переїхала до Риму. Того ж року виконала роль Аурелії у фільмі братів Тавіані «І світло в тьмі світить» — екранізації повісті «Отець Сергій» Толстого.
Патриція Мілларде померла 13 квітня 2020 року у римській лікарні Сан-Каміло в 63-річному віці від інфаркту міокарда. Похована в родинному склепі у Вільнев-де-Марсан.

## Вибрана фільмографія
| Рік       |    | Українська назва        | Оригінальна назва          | Роль                    |
| --------- | -- | ----------------------- | -------------------------- | ----------------------- |
| 1981      | ф  | 50 на 50                | Fifty-Fifty                | Патриція Меркадьє       |
| 1982      | ф  | Бум 2                   | La Boum 2                  | дівчина                 |
| 1982      | ф  | Стрільбища              | Tir groupe                 | Анн-Марі                |
| 1983      | ф  | Санді                   | Sandy                      | Катрін                  |
| 1984      | ф  | Придурок                | P'tit con                  | Аврора                  |
| 1984      | с  | Спрут                   | La Piovra 4                | суддя Сільвія Конті     |
| 1985      | ф  | Рана                    | Blessure                   | Жюлі                    |
| 1987      | ф  | Сінематон               | Cinematon                  | камео                   |
| 1988      | тф | Шевальє де Пардальян    | Le chevalier de Pardaillan | Фауста                  |
| 1990      | с  | Спрут 5                 | Il cuore del problema      | суддя Сільвія Конті     |
| 1990      | ф  | І світло в тьмі світить | Il sole anche di notte     | Аурелія                 |
| 1991      | тф | Чорне серце             | Nero come il cuome         | Джованна Альга Кроче    |
| 1992      | тф | Джо і Мілу              | Jo et Milou                | Джо                     |
| 1992      | ф  | Гарячий шоколад         | Hot Chocolate              | Лукреція                |
| 1992      | с  | Спрут 6                 | La Piovra 6                | суддя Сільвія Конті     |
| 1992      | ф  | Жорстока справедливість | Wild Justice               | Магда Олтман            |
| 1995      | с  | Спрут 7                 | La Piovra 7                | суддя Сільвія Конті     |
| 2000      | тф | Поцілунок в пітьмі      | Un bacio nele buio         | Алессандра Дель Джудіче |
| 2000      | с  | Спрут 10                | La Piovra 10               | суддя Сільвія Конті     |
| 2001—2003 | с  | Салон краси             | Il bello delle donne       | Анжела Бруса            |